# 小飛象 (2019年電影)
《小飛象》是一部於2019年上映的美國實景真人奇幻電影，由提姆·波頓執導。電影改編自1941年同名動畫電影，由柯林·法洛、伊娃·葛林、米高·基頓和丹尼·德維托主演。該片於2019年3月29日在美國上映。

## 劇情
劇情描述經營慘淡的麥迪奇馬戲團，眾人正想靠剛出生的大象大發利市，未料這頭大象有雙與眾不同的大耳朵，被觀眾嘲笑為呆寶(Dumbo)。 馬戲長只能半強迫的讓在戰場殘缺一臂退役回來的法瑞爾接下照顧大象的工作，小象呆寶與象媽的親情與以及在法瑞爾兩個孩子對小飛象的訓練下，呆寶竟可舞動雙耳在空中飛翔，因此聲名大躁。而馬戲團也因此被大娛樂家凡德爾看中，邀請至華麗的遊樂園表演。
范德維爾見得飛象表演能賺入大把鈔票，決定買下馬戲團。在大筆資金的誘惑下，馬戲團的老闆決定把事業賣給范德維爾，馬戲團中的表演者們，包括小飛象，也一同搬到重金打造的大型豪華表演莊園中。在這裡小飛象和才華洋溢的美女表演家一起演出精彩的空中飛人秀，一切看似美夢成真，直到漸漸的，范德維爾的野心浮上檯面，眾人才驚覺落入黑暗的圈套中，從此小飛象不得不在人類世界裡，面對生存的考驗。

## 演員
| 演員        | 角色        | 簡介 |
| 柯林·法洛   | 霍特·法瑞爾 | 麥迪奇馬戲團的馬術特技演員。片初即從戰場受傷殘缺一臂退役回來，迎接他的卻是營運狀況不佳的馬戲團、因流感去世的妻子所留下的一對兒女、被賣掉的愛馬、規模縮減的帳棚等慘狀。如今已經沒有他能演出的舞台，馬戲團長只能半強迫的讓他接受照顧大象的工作。 |
| 伊娃·葛林   | 柯蕾        | 夢想國的空中飛人特技演員，外號天堂女王，原先是在巴黎的街頭藝人，被挖掘到夢想國當壓軸女角 |
| 米高·基頓   | 范德維爾    | 夢想國的老闆 |
| 丹尼·德維托 | 麥斯·麥迪奇 | 麥迪奇兄弟馬戲團的團長，勉力支撐著規模縮減營運狀況不佳的馬戲團到美國各地巡迴演出 |
| 妮可·帕克   | 米莉·法瑞爾 | 霍特的女兒，喜愛科學而對馬戲雜耍技能沒有興趣 |
| 芬利·霍宾斯 | 喬·法瑞爾   | 霍特的兒子 |

## 製作

### 拍攝
主要攝影於2017年7月在英國進行拍攝。

## 發行
電影於2019年3月29日在美國上映。

### 評價
爛番茄根據346條評論，持有47%的新鮮度，平均得分5.54／10。在Metacritic上，電影獲得了51分，本片獲得了普遍不佳的評價。

### 票房
| 上一届： 《我們》       | 2019年美國週末票房冠軍 第13週 | 下一届： 《沙贊！》         |
| 上一届： 《驚奇隊長》   | 2019年台北週末票房冠軍 第13週 | 下一届： 《沙贊！》         |
| 上一届： 《Marvel隊長》 | 2019年香港週末票房冠軍 第13週 | 下一届： 《沙贊！神力集結》 |